# Mussaenda zollingeriana
Mussaenda zollingeriana là một loài thực vật có hoa trong họ Thiến thảo. Loài này được Klotzsch mô tả khoa học đầu tiên năm 1853.